# الشركات المتوسطة

 الشركات المتوسطة  هي المصنفة بين الصغرى والكبرى.
في الولايات المتحدة، هي التي يبلغ رقم معاملاتها بين 10 ملايين دولار ومليار أو بين 100 مليون دولار و3
ملايير حسب التعريف. في فرنسا، هي التي لا يتجاوز رقمها مليارا ونصف مليار أورو.